# Mistrzostwa Europy w Lekkoatletyce 2022 – sztafeta 4 × 400 m mężczyzn
Sztafeta 4 × 400 metrów mężczyzn – jedna z konkurencji biegowych rozgrywanych podczas lekkoatletycznych mistrzostw Europy na Stadionie Olimpijskim w Monachium.

## Terminarz
Źródło: european-athletics.com.
| Data        | Godzina |            |
| ----------- | ------- | ---------- |
| 19 sierpnia | 11:10   | Eliminacje |
| 20 sierpnia | 21:15   | Finał      |

## Rekordy
Tabela prezentuje rekord świata, rekord Europy, rekord mistrzostw Europy oraz najlepsze wyniki na listach światowych i eruopejskich w sezonie 2022 przed rozpoczęciem mistrzostw. Źródło: european-athletics.com, worldathletics.org.
|                          | Zawodnik                                                                            | Wynik   | Miejsce   | Data                  |
| ------------------------ | ----------------------------------------------------------------------------------- | ------- | --------- | --------------------- |
| Rekord świata            | Stany Zjednoczone · (Andrew Valmon, Quincy Watts, Butch Reynolds, Michael Johnson)  | 2:54,29 | Stuttgart | 22 sierpnia 1993(dts) |
| Rekord Europy            | Wielka Brytania · (Iwan Thomas, Jamie Baulch, Mark Richardson, Roger Black)         | 2:56,60 | Atlanta   | 3 sierpnia 1996(dts)  |
| Rekord mistrzostw Europy | Wielka Brytania · (Paul Sanders, Kriss Akabusi, John Regis, Roger Black)            | 2:58,22 | Split     | 1 września 1990(dts)  |
| Listy światowe           | Stany Zjednoczone · (Elija Godwin, Michael Norman, Bryce Deadmon, Champion Allison) | 2:56,17 | Eugene    | 24 lipca 2022(dts)    |
| Listy europejskie        | Belgia · (Dylan Borlée, Julien Watrin, Alexander Doom, Kévin Borlée)                | 2:58,72 | Eugene    | 24 lipca 2022(dts)    |

## Rezultaty

### Eliminacje
Awans: 3 najlepsze z każdego biegu (Q) oraz 2 z najlepszymi czasami wśród przegranych (q). Źródło: european-athletics.com.
| Pozycja | Bieg | Tor | Państwo         | Zawodnicy                                                                   | Czas           | Uwagi |
| ------- | ---- | --- | --------------- | --------------------------------------------------------------------------- | -------------- | ----- |
| 1.      | 1    | 4   | Hiszpania       | Samuel García, Lucas Búa, Óscar Husillos, Manuel Guijarro                   | 3:01,27        | Q,    |
| 2.      | 1    | 6   | Holandia        | Isayah Boers, Liemarvin Bonevacia, Jochem Dobber, Ramsey Angela             | 3:01,57        | Q,    |
| 3.      | 1    | 5   | Niemcy          | Marvin Schlegel, Patrick Schneider, Marc Koch, Manuel Sanders               | 3:01,80 (,798) | Q,    |
| 4.      | 1    | 2   | Belgia          | Alexander Doom, Jonathan Borlée, Jonathan Sacoor, Dylan Borlée              | 3:01,80 (,800) | q     |
| 5.      | 2    | 4   | Czechy          | Matěj Krsek, Pavel Maslák, Michal Desenský, Patrik Šorm                     | 3:02,07        | Q     |
| 6.      | 2    | 6   | Francja         | Gilles Biron, Loïc Prévot, Simon Boypa, Téo Andant                          | 3:02,09        | Q     |
| 7.      | 2    | 1   | Wielka Brytania | Joseph Brier, Rio Mitcham, Lewis Davey, Alex Haydock-Wilson                 | 3:02,36        | Q,    |
| 8.      | 2    | 8   | Włochy          | Lorenzo Benati, Vladimir Aceti, Brayan Lopez, Pietro Pivotto                | 3:02,60        | q,    |
| 9.      | 1    | 1   | Polska          | Szymon Dziuba, Tymoteusz Zimny, Mateusz Rzeźniczak, Karol Zalewski          | 3:02,95        |       |
| 10.     | 1    | 7   | Portugalia      | João Coelho, Mauro Pereira, Ericsson Tavares, Ricardo dos Santos            | 3:03,59        | NR    |
| 11.     | 1    | 3   | Słowenia        | Jure Grkman, Lovro Mesec Košir, Matic Ian Guček, Rok Ferlan                 | 3:03,68        | SB    |
| 12.     | 2    | 7   | Ukraina         | Ołeksij Pozdniakow, Danyło Danyłenko, Mykyta Barabanow, Ołeksandr Pohoriłko | 3:04,15        | SB    |
| 13.     | 2    | 3   | Węgry           | Dániel Ajide, Tamás Máté, Zoltán Wahl, Attila Molnár                        | 3:04,71        |       |
| 14.     | 2    | 2   | Turcja          | Oğuzhan Kaya, Kubilay Ençü, Batuhan Altıntaş, İsmail Nezir                  | 3:06,68        |       |
| 15.     | 2    | 5   | Słowacja        | Miroslav Marček, Patrik Dömötör, Maritn Kučera, Šimon Bujna                 | 3:06,98        |       |
| –       | 1    | 8   | Szwajcaria      | Lionel Spitz, Charles Devantay, Filippo Moggi, Ricky Petrucciani            | DNF            |       |

### Finał
Źródło: european-athletics.com.
| Pozycja | Tor | Państwo         | Zawodnicy                                                              | Czas    | Uwagi |
| ------- | --- | --------------- | ---------------------------------------------------------------------- | ------- | ----- |
| 01 !    | 8   | Wielka Brytania | Matthew Hudson-Smith, Charlie Dobson, Lewis Davey, Alex Haydock-Wilson | 2:59,35 | SB    |
| 02 !    | 2   | Belgia          | Alexander Doom, Julien Watrin, Kévin Borlée, Dylan Borlée              | 2:59,49 |       |
| 03 !    | 6   | Francja         | Gilles Biron, Loïc Prévot, Téo Andant, Thomas Jordier                  | 2:59,64 | SB    |
| 4.      | 4   | Hiszpania       | Iñaki Cañal, Lucas Búa, Óscar Husillos, Samuel García                  | 3:00,54 | NR    |
| 5.      | 3   | Holandia        | Isayah Boers, Liemarvin Bonevacia, Jochem Dobber, Ramsey Angela        | 3:01,34 | SB    |
| 6.      | 5   | Czechy          | Matěj Krsek, Pavel Maslák, Michal Desenský, Patrik Šorm                | 3:01,82 |       |
| 7.      | 7   | Niemcy          | Marvin Schlegel, Patrick Schneider, Marc Koch, Manuel Sanders          | 3:02,51 |       |
| 8.      | 1   | Włochy          | Davide Re, Vladimir Aceti, Brayan Lopez, Edoardo Scotti                | 3:03,04 |       |